# Винкельзет
Винкельзет (нем. Winkelsett) — община в Германии, в земле Нижняя Саксония.
Входит в состав района Ольденбург. Подчиняется управлению Харпштедт. Население составляет 637 человек (на 31 декабря 2010 года). Занимает площадь 39,18 км².
Коммуна подразделяется на 13 сельских округов.
| Год  | Население |
| ---- | --------- |
| 1990 | 624       |
| 1995 | 680       |
| 2000 | 674       |
| 2005 | 661       |
| 2010 | 654       |